# سالی جوئل
سالی مارگارت روفی جوئل ((به انگلیسی: Sarah Margaret Roffey Jewell)؛ زادهٔ ۲۱ فوریهٔ ۱۹۵۶ در لندن، بریتانیا) یک سیاست‌مدار اهل ایالات متحده آمریکا است که از ۱۲ آوریل ۲۰۱۳ تا ۲۰ ژانویه ۲۰۱۷ وزیر کشور ایالات متحده آمریکا بود.